# 巴黎和平協定 (1991年)
《巴黎和平協定》，正式名稱為《全面政治解決柬埔寨衝突協定》，於1991年10月23日簽署，標誌著柬越戰爭的正式結束，該協議由19個國家簽署。該協議使聯合國冷戰後部署了第一次維和任務（联合国柬埔寨过渡时期权力机构），這也是聯合國第一次作為一個國家接管政府運作。 
柬埔寨政府在2012年底宣布10月23日是柬埔寨的公共假日，以紀念《巴黎和平協定》20週年。